# Dollis Hill
Dollis Hill er et område i Brent i det nordvestlige London. Det omfatter gadene om Gladstone Park, som tidligere var ejendommen til Dollis Hill House.
Området blev udviklet i begyndelsen af det 19. århundrede, da Finch-slægten købte flere gårder og slog ejendommene sammen. Dollis Hill House blev bygget i 1820'erne.